# سرزمین آبنبات (آلبوم بروک کندی)
سرزمین آبنبات (به انگلیسی: Candyland) دومین آلبوم استودیویی از موسیقی‌دان آمریکایی بروک کندی می‌باشد که در ۲۵ ژوئیهٔ سال ۲۰۲۴ منتشر گردید. سرزمین آبنبات نخستین پروژهٔ کامل وی می‌باشد که به‌دنبال نخستین آلبوم استودیویی وی تحت عنوان سکسورسیسم (۲۰۱۹) آمده‌است.